# Äußerer Weißenbach
Der Äußere Weißenbach ist ein knapp 9 km langer Zufluss des Attersees im Salzkammergut in Oberösterreich.

## Lauf und Landschaft
Der Äußere Weißenbach entspringt unterhalb der Niederen Rehstatt im Höllengebirge und fließt anschließend nach Süden, bis er den Talboden des Weißenbachtals auf rund 550 m erreicht. Dort wendet er sich Richtung Westen, während östlich einer Talwasserscheide der Mitterweißenbach nach Südosten zur Traun entwässert. Der Äußere Weißenbach fließt in einem mäandrierenden, sich ständig verlagernden und verzweigenden Lauf durch das Weißenbachtal. Südwestlich des Ortes Weißenbach am Attersee, der auf dem aufgeschütteten Schwemmkegel liegt, mündet er an der Landesgrenze zu Salzburg in den Attersee.

## Hydrologie
Das Einzugsgebiet des Äußeren Weißenbachs beträgt 31,5 km², der höchste Punkt darin ist der Grünalmkogel mit 1821 m ü. A.
Der mittlere Abfluss am Pegel Weißenbach am Attersee, 800 m oberhalb der Mündung, beträgt 2,46 m³/s. Das Abflussregime ist ein nivales Übergangsregime, das Monatsmittel des abflussreichsten Monats Mai ist mit 3,93 m³/s knapp drei Mal so hoch wie das des abflussärmsten Monats Februar mit 1,40 m³/s.
Die ungewöhnlich hohe Abflussspende von 78,8 l/(s·km²) lässt sich dadurch erklären, dass es sich um ein Karstgebiet handelt und das tatsächliche unterirdische Einzugsgebiet wesentlich größer ist als das dem Oberflächenrelief entsprechende. So entwässert beispielsweise der Haleswiessee unterirdisch zum Äußeren Weißenbach und nicht, wie von der oberirdischen Topographie zu erwarten wäre, nach Süden zur Ischl.

## Ökologie
Der Äußere Weißenbach ist weitgehend natürlich ausgeprägt und weist Mäander, Umlagerungsstrecken, Schotter- und Sandbänke, Abstürze, Verzweigungen, Altarme und Totholzansammlungen auf. Auf den sich umlagernden Schotterbänken wachsen Silber-Weiden und Alpendost, das schmale bis auwaldartige Uferbegleitgehölz besteht aus Purpur-Weide, Lavendel-Weide, Schwarz-Weide, Gemeiner Esche, Berg-Ahorn, Rotbuche, Gemeiner Fichte und Roter Heckenkirsche. Im Oberlauf durchquert der stark mäandrierende Weißenbach das Röhringmoos, ein Quellmoor, das neben Erlen und Fichten aus Arten wie Seggen, Schwalbenwurz-Enzian, Blauem Pfeifengras und Simsen besteht.
Die im Attersee lebenden Fischarten Perlfisch und Seelaube nutzen den Unterlauf des Weißenbachs als Laichgebiet, der deshalb in das Europaschutzgebiet Mond- und Attersee einbezogen ist.
Die Gewässergüteklasse beträgt im gesamten Verlauf I-II.